# لولا گالاردو
لولا گالاردو (انگلیسی: Lola Gallardo؛ زادهٔ ۱۰ ژوئن ۱۹۹۳) بازیکن فوتبال اهل اسپانیا است.
از باشگاه‌هایی که در آن بازی کرده‌است می‌توان به باشگاه فوتبال اتلتیکو مادرید و باشگاه فوتبال زنان اتلتیکو مادرید اشاره کرد.
وی همچنین در تیم ملی فوتبال زنان اسپانیا بازی کرده‌است.